# Macrarene farallonensis
Macrarene farallonensis är en snäckart som först beskrevs av A. G. Smith 1952.  Macrarene farallonensis ingår i släktet Macrarene och familjen turbinsnäckor. Inga underarter finns listade i Catalogue of Life.